# Klinikum Landshut
Das Klinikum Landshut ist ein Krankenhaus der Schwerpunktversorgung und akademisches Lehrkrankenhaus der Ludwig-Maximilians-Universität München. Die Klinik wird als Anstalt des öffentlichen Rechts der Stadt Landshut geführt. Mit insgesamt 20 Haupt- und Belegabteilungen wird nahezu das gesamte Spektrum der Schulmedizin abgedeckt. Das Klinikum Landshut ist onkologisches Zentrum nach § 17b KHG und verfügt über mehrere Organkrebszentren. Dazu gehören ein Onkologisches Zentrum, ein Brustkrebszentrum, ein Darmkrebszentrum, ein Prostatakarzinomzentrum, ein uroonkologisches Zentrum sowie ein Zentrum für Hämatologische Neoplasien. Seit 2009 ist dem Klinikum ein ambulantes Tumorzentrum in Form eines medizinischen Versorgungs- und Diagnostikzentrums (MVZ), einschließlich PET-CT, angebunden. Seit 2012 bietet das Gesundheitszentrum am Klinikum weitere ambulante Behandlungsmöglichkeiten an.
Das Klinikum Landshut verfügt über 568 Planbetten/-plätze und versorgte 2011 ca. 28.000 stationäre und ca. 37.000 ambulante Fälle. Im Klinikum sind ca. 1500 Mitarbeiter tätig, darüber hinaus gibt es eine Berufsfachschule für Pflege mit 168 Plätzen.

## Geschichte
Das Klinikum Landshut wurde 1965 als städtisches Klinikum erbaut. Durch den Neubau konnten die bis dahin existierenden und in schlechtem Zustand befindlichen 4 städtischen Krankenhäuser, das Allgemeinkrankenhaus in der Ländgasse (heutige Volkshochschule), die Abteilung für Infektionskrankheiten im Ottonianum (heutige Jugendherberge Landshut) nebst "Eiserner Lunge", die Klinik für Geriatrie und chronische Krankheiten im Adelmannschloss und das Elisabeth-Krankenhaus für Innere Medizin und Chirurgie (heutiges Versorgungsamt) an einem Ort und in einem modernen Gebäude vereint werden. Bei der Eröffnung bestand das Klinikum zunächst aus zwei Bettenhäusern (ein 5-stöckiges und ein 10-stöckiges), einem Behandlungsbau und einem Infektions- und Strahlenbau, sowie den Wirtschaftsgebäuden und einer angebauten Krankenhauskapelle. Seitdem wurde das Klinikum zahlreichen strukturellen und baulichen Veränderungen unterzogen. So wurden die zu Beginn eingerichteten 6-Bettzimmer 1972 in 3-Bettzimmer geteilt. 1975 wurde das Klinikum Landshut zum Akademischen Lehrkrankenhaus der Ludwig-Maximilians-Universität ernannt. 1977 folgte der Bau des Lehrgebäudes mit Hörsaal für Medizinstudenten und Einrichtung einer Berufsfachschule für Krankenpflege. 1978 erfolgte schließlich die Inbetriebnahme des Pathologischen Instituts. Anfang der 1980er wurden mehrere Belegabteilungen am Klinikum installiert. 1986 konnte das neue 8-stöckige Bettenhaus 3 eingeweiht werden, in dem erstmals der Zweibettstandard eingeführt wurde. In den 1990ern erfolgte die Anpassung der bestehenden Bettenhäuser 1 und 2 an den Zweibettzimmerstandard mit integrierten Nasszellen. Dadurch wurde eine Gesamtbettenzahl von 603 Planbetten erreicht. Gleichzeitig erfolgte der Neubau eines Funktionsbaus und einer repräsentativen Glasdachhalle. Ebenfalls erfolgte seit den 1990ern ein konsequenter Ausbau des medizinischen Leistungsspektrums, insbesondere in der onkologischen Schwerpunktversorgung. Seit 2021 entstehen im Nordwesten des Klinikgeländes drei neue Bettenhäuser.
Am 1. Januar 2003 wurde das Klinikum privatisiert und in eine gGmbH umgewandelt. Einzige Gesellschafterin der Klinikum Landshut gGmbH ist die Stadt Landshut. Der Aufsichtsrat, der ausschließlich aus gewählten Stadtratsmitgliedern besteht, bestellt einen Geschäftsführer. Aufsichtsratsvorsitzender ist der Oberbürgermeister der Stadt Landshut.
Zum Jahresbeginn 2023 wurde das Klinikum in ein selbstständiges Kommunalunternehmen umgewandelt. Der vollständige Name des Klinikums lautet Klinikum Landshut Anstalt des öffentlichen Rechts der Stadt Landshut. Mit der Umwandlung in ein Kommunalunternehmen bleibt die Stadt Landshut alleiniger Träger des Klinikums, ohne private Gesellschafter.

## Lage
Der parkähnliche Campus des Klinikums befindet sich direkt am Landshuter Innenstadtring an der Luitpoldstraße zwischen Hauptbahnhof und Ländtorplatz (Fußgängerzone Altstadt) im Stadtteil West, westlich des Albin-Lang-Stadtparks. Über diesen sind die Berufsschule Landshut I, das Rathaus II (mit Bürgerbüro und Standesamt) und das Stadtbad Landshut über Fußwege mit dem Klinikum verbunden. Der Stadtpark stößt an das Ostufer des Hammerbachs und geht am Westufer in den Patientengarten des Klinikums über. Weiter östlich führt der Stadtpark bis an das Ufer der kleinen Isar, wo ein Steg auf die Mühleninsel und so bis in die Altstadt führt. Die Zufahrt zum Klinikum über die Robert-Koch-Straße endet in einem Rondell mit Zufahrt zur Notaufnahme und das angebundene Gesundheitszentrum mit Medizinischen Versorgungszentrum. Das Klinikum ist mit zwei Tiefgaragenebenen unterkellert, die insgesamt 220 Stellplätze zur Verfügung stellen. Weitere Stellplätze bietet das nahegelegene öffentliche Parkdeck an der Robert-Koch-Straße. Außerdem ist das Klinikum an mehrere Stadtbuslinien (Stadt- und Abendlinien) angebunden. Die Stadtlinie 2 bedient das Klinikum von 05:30 Uhr bis 20:30 Uhr direkt und verkehrt jeweils im Halbstundentakt Richtung Hauptbahnhof bzw. Altstadt. Die weiteren Gebäude auf dem Klinikums-Campus, das Lehrgebäude mit Berufsfachschule, das pathologische Institut, die Personalwohnheime und die Wirtschaftsgebäude sind von der Robert-Koch-Straße nur über einen Fußweg erreichbar. Die Zufahrt zum Personalwohnheim erfolgt über die Professor-Buchner-Straße. Dort befinden sich auch ein Seniorenwohnpark mit Demenzklinik, der Kreisverband Landshut des Bayerischen Roten Kreuzes (mit Servicebüro, Rettungsdienstwache und Kindertagesstätte) und das Bezirkskrankenhaus Landshut, eine Fachklinik für Psychiatrie, Psychotherapie und Psychosomatik. Die Fußwege, welche die westlichen Nebengebäude miteinander verbinden, führen auf der Südseite wieder zum Patientengarten, sowie zu den Angestelltenparkplätzen und Langzeitstellplätzen für Patienten der Tageskliniken, Strahlentherapie und Dialyse.

## Abteilungen
Das Klinikum Landshut verfügt über insgesamt 17 Kliniken und drei Belegabteilungen, drei Tageskliniken, ein Schlaflabor und diverse Zentren. Außerdem gibt es ein Zentrallabor, eine eigene zertifizierte Krankenhausapotheke mit Zytostatika-Herstellung für die Onkologie, einen Zentral-OP mit 8 Operationssälen, 2 Spezial-OPs für die Urologie, einen (septischen) Notfall-OP und einen Sektio-OP für Kaiserschnitte. Außerdem gibt es Bereitschaftspraxis, eine Abteilung für Klinikhygiene, Psychoonkologie, einen Sozialdienst, eine eigene Großküche, seelsorgerische Betreuung etc. Ein ehrenamtlicher Patientenbesuchsdienst wird von den "Grünen Damen und Herren" organisiert. Darüber hinaus ist das Klinikum Sitz des Vereins Lebensmut e. V. – Leben mit Krebs. 

### Abteilungen im Überblick
(Quelle: )
1. Medizinische Klinik I – Allgemeine innere Medizin – Schwerpunkte Gastroenterologie, Diabetologie, Nierenheilkunde/Dialyse mit Tagesklinik für Nephrologie/Dialyse
2. Medizinische Klinik II – Kardiologie, Lungenheilkunde, internistische Intensivmedizin, Schlaflabor, Sektion Geriatrie und Frührehabilitation, Stroke Unit als Spezialeinheit für Brustschmerz
3. Medizinische Klinik III – internistische Onkologie und Hämatologie, Palliativmedizin mit Tagesklinik für Onkologie
4. Chirurgische Klinik I – Allgemein-, Viszeral- und Thoraxchirurgie, gastroenterologische und onkologische Chirurgie
5. Chirurgische Klinik II – Gefäßchirurgie, Endovaskuläre und Vaskuläre Chirurgie
6. Klinik für Neurochirurgie
7. Neurologische Klinik mit Schlaganfallspezialeinheit Stroke Unit
8. Klinik für Orthopädie und Unfallchirurgie mit Physikalischer Therapie
9. Klinik für Anästhesiologie, Intensivmedizin und Schmerzmedizin, mit eigenständiger Tagesklinik für Schmerztherapie
10. Frauenklinik - Gynäkologie und Geburtshilfe
11. Klinik für Urologie
12. Klinik für Nuklearmedizin
13. Klinik für Radioonkologie und Strahlentherapie
14. Klinik für diagnostische und interventionelle Radiologie
15. Zentrale Notaufnahme
16. Pathologisches Institut
17. Belegabteilung: Augenheilkunde
18. Belegabteilung: Mund-Kiefer-Gesichtschirurgie
19. Belegabteilung: Hals-Nasen-Ohren-Heilkunde
20. Belegabteilung: Kardiologie

Die Zentren im Überblick
- Onkologisches Zentrum
- Zentrum für Hämatologische Neoplasien
- Brustkrebszentrum
- Darmkrebszentrum
- Prostatakarzinomzentrum
- Uroonkologisches Zentrum
- Alterstraumazentrum
- Endoprothetikzentrum
- Gefäßzentrum
- Lungenzentrum
- Referenzzentrum Schilddrüse und Nebenschilddrüse
- Traumazentrum Wirbelsäulenzentrum

Die Organkrebszentren sind von der Deutschen Krebsgesellschaft zertifiziert. Auch für die anderen Zentren bestehen zum Großteil Zertifizierungen. 

## Ambulanz Zentrum Landshut (AZL)
Um die ambulante Nachsorge der Krebspatienten, sowie eine komplette umfangreiche ambulante Vor- oder Weiterbehandlung sicherzustellen, wurde 2009 das Medizinische Versorgungs- und Diagnostikzentrum (kurz MVZ) als Tochterunternehmen der Klinikum Landshut gGmbH gegründet. Das MVZ wird als gemeinnützige GmbH geführt und verfügt über ein eigenes Praxismanagement. Der Geschäftsführer des MVZ ist gleichzeitig der Vorstand des Klinikums. 
Die Bereiche Hämathologie/Onkologie, Strahlentherapie, Nuklearmedizin und Neurochirurgie arbeiten interdisziplinär und intersektoral mit dem Klinikum zusammen, um eine optimale Patientenversorgung zu gewährleisten. Eine ambulante Weiterbehandlung durch Strahlentherapie und onkologische Nachsorge oder das Spektrum der ambulanten Chemotherapie, Immun-, Hormon- und Antikörpertherapie bei Krebspatienten werden bei Bedarf in Kombination mit der kompletten nuklearmedizinischen Diagnostik inkl. PET/CT angeboten.
Mit der Eröffnung des Gesundheitszentrums wurde das ambulante Spektrum am Klinikum erweitert und so eine umfängliche sektorenübergreifende Versorgung in den jeweiligen Fachbereichen geschaffen. Die Kooperation mit vielen Teams in der Ambulanten Spezialärztlichen Versorgung (ASV) bietet darüber hinaus weitreichende innovative Versorgungsformen an.

## Gesundheitszentrum am Klinikum
Das Gesundheitszentrum am Klinikum wurde 2010 von der privaten Baugruppe Schütz aus München geplant, die sich unter anderem auf dem Bau von Ärztehäusern, vermarktet als Gesundheitszentrum, im Besonderen auch in unmittelbarer Nachbarschaft zu Krankenhäusern spezialisiert hat und schon zahlreiche solcher Objekte in ganz Deutschland verwirklicht hat. Dazu wurde 2011 das alte Ordensschwesternheim an der Zufahrt zum Klinikum eingerissen und auf dem Vorplatz des Klinikums, an der Zufahrt zur Notaufnahme ein 4-stöckiger Neubau errichtet. Bei dem Gebäude handelt es sich um einen von der Schütz-Gruppe entwickelten zweigeteilten Systembau, der den schnellen Aufbau von Ärztezentren ermöglicht. Im Untergeschoss befinden sich großzügige Kellerräume für die Mieter. Im Souterrain, dem sogenannten Basement, befindet sich auf der offenen Seite die Angestelltentiefgarage des Gesundheitszentrums, auf der zur Klinikum gerichteten Seite das Ambulante Operationszentrum der Klinikum Landshut gGmbH.
Im zum Klinikumsvorplatz gerichteten Erdgeschoss (Hochparterre) befindet sich eine Geschäftszeile mit einer Bäckerei, einem Kosmetikstudio, einem Friseur mit Perückenstudio, einem Reformhaus, einem Zentrum für Ergo- und Handtherapie, einem Sanitätshaus und einem ambulanten Pflegedienst sowie einem Fachgeschäft für Atemsysteme. Durch die Zweiteilung des Gebäudes entsteht eine einladende Eingangshalle und eine Terrasse mit Cafebestuhlung.
In den beiden Obergeschossen befinden sich zahlreiche Arztpraxen, die mit dem Klinikum zusammenarbeiten, darunter das vom Klinikum betriebene MVZ, die Privatpraxen der am Klinikum tätigen Chefärzten und die Praxisklinik für Mund-Kiefer-Gesichtschirurgie, die eine Belegabteilung im Klinikum betreibt.